# Donato (nome)
Donato  è un nome proprio di persona italiano maschile.

## Varianti
- Maschili: Donatiano
  - Ipocoristici: Donatello[1], Donatino, Donatuccio
- Femminili: Donata[1]

### Varianti in altre lingue
- Catalano: Donat[1]
- Francese: Donat[1], Donatien[1]
- Latino: Donatus[1], Donatianus[1]
- Lituano: Donatas
- Polacco: Donat[1]
- Portoghese: Donato[1]
- Provenzale: Donat[1]
- Rumeno: Donatus
- Russo: Донать (Donat')
- Spagnolo: Donato[1]
- Ungherese: Donát[1]

## Origine e diffusione
Deriva dal nome latino Donatus, col significato letterale di "donato".
Il nome, di implicita struttura teoforica (il significato è estendibile, in ambienti cristiani, a "donato da Dio"), si è diffuso particolarmente per il suo valore religioso, in maniera analoga al nome Adeodato (tipico per lo più dell'onomastica antica). Per il suo significato, inoltre, è affine a Teodoro, Doroteo e Matteo. Da Donato deriva, come patronimico, il nome Donaziano.

## Onomastico
Il nome venne portato da diversi santi. L'onomastico si può festeggiare quindi uno qualsiasi dei giorni seguenti:

- 9 febbraio, san Donato, martire assieme a san Primo a Lemellefa[3]
- 17 febbraio, san Donato, martire a Portogruaro con altri compagni sotto Diocleziano[4]
- 30 aprile, san Donato di Evorea (identificabile con l'attuale Paramythia), vescovo[3]
- 19 giugno, san Donato di Saint-Dié, vescovo[3]
- 24 luglio, beato Donato da Urbino, francescano[3]
- 7 agosto, san Donato d'Arezzo, vescovo e martire, patrono degli epilettici[3]
- 7 agosto, san Donato di Besançon, vescovo[3]
- 17 agosto, san Donato da Ripacandida (o Donatello), religioso[3]
- 19 agosto, san Donato di Sisteron, eremita[3]
- 22 ottobre, san Donato di Fiesole, vescovo[3]
- 13 novembre, san Donato di Montevergine, abate del Santuario di Montevergine[3]
- 10 dicembre, san Donato, martire assieme ad altri compagni[3]

## Persone

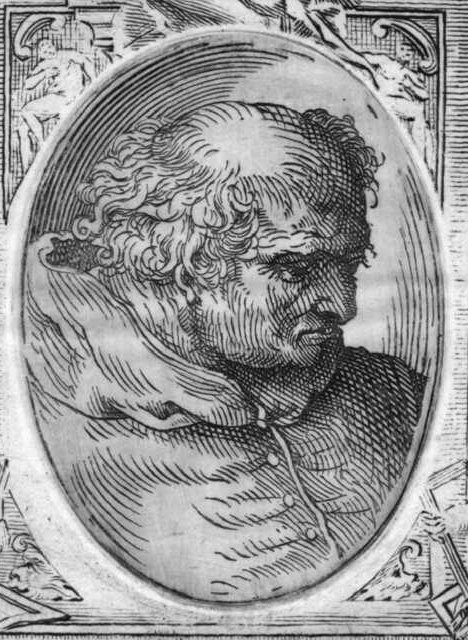
Donato Bramante

- Donato d'Arezzo, vescovo e santo italiano
- Elio Donato, grammatico romano
- Donato Acciaiuoli, scrittore, politico e umanista italiano
- Donato Bendicenti, partigiano italiano
- Donato Calvi, letterato italiano
- Donato di Angelo di Pascuccio, vero nome del Bramante, architetto e pittore italiano
- Donato Donati, mercante e banchiere italiano
- Donato Manduzio, mistico italiano
- Donato Arsenio Mascagni, religioso, pittore e scultore italiano
- Donato Menichella, economista e dirigente d'azienda italiano
- Donato Montorfano, pittore italiano

### Variante Donatello

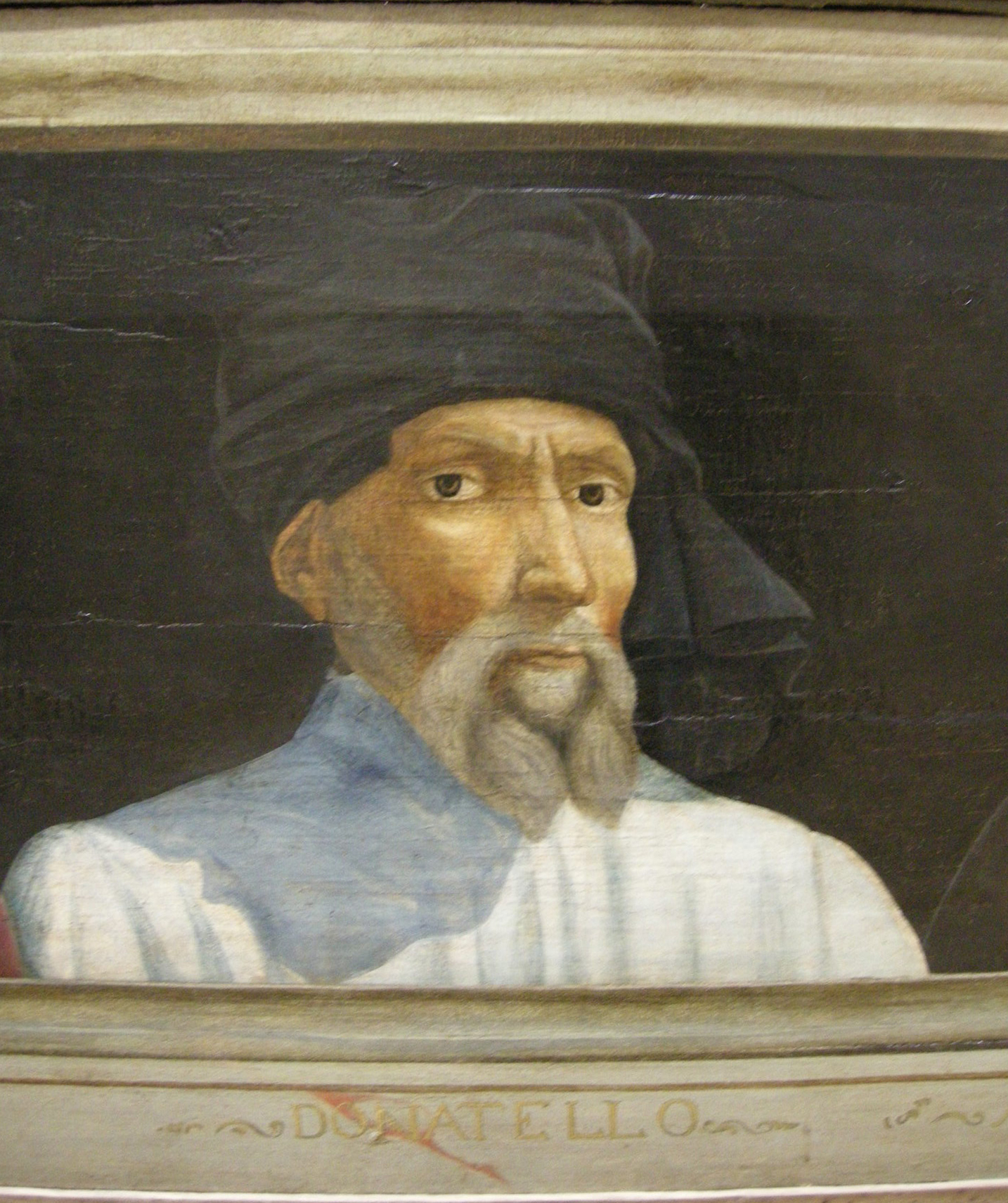
Donatello

- Donatello, scultore, orafo e disegnatore italiano
- Donatello, cantante italiano
- Donatello Bellomo, scrittore italiano
- Donatello Gasparini, calciatore italiano
- Donatello Alunni Pierucci, regista italiano
- Donatello D'Orazio, giornalista e scrittore italiano

### Variante Donatas
- Donatas Motiejūnas, cestista lituano
- Donatas Slanina, cestista lituano
- Donatas Vencevičius, calciatore e allenatore di calcio lituano
- Donatas Zavackas, cestista lituano

### Altre varianti
- Donat Acklin, bobbista svizzero
- Donatien Alphonse François de Sade, filosofo, scrittore, poeta, drammaturgo, saggista, aristocratico e politico rivoluzionario francese

## Il nome nelle arti
- Donatello è un personaggio della serie Tartarughe Ninja.
- Donato Cavallo è uno dei tre personaggi principali del film Eccezzziunale... veramente.